# Cantone di Argenteuil-1
Il Cantone di Argenteuil-1 è una divisione amministrativa degli arrondissement di Argenteuil e di Sarcelles.
È stato istituito a seguito della riforma dei cantoni del 2014, che è entrata in vigore con le elezioni dipartimentali del 2015.

## Composizione
Comprende parte della città di Argenteuil e i comuni di:
- Saint-Gratien
- Sannois